# Mała Medweżka
Mała Medweżka (ukr. Мала Ведмежка) – wieś na Ukrainie, w obwodzie wołyńskim w rejonie kamieńskim. Liczy 120 mieszkańców.
Znajduje się tu przystanek kolejowy Medweżka, położony na linii Sarny – Kowel.
Do 2020 w rejonie maniewickim.